# 张连珍
张连珍（1951年4月—），女，江苏建湖人，中华人民共和国政治人物。华东师范大学生物系生物专业毕业，中央党校研究生学历。

## 生平
1973年6月加入中国共产党。历任江苏省滨海县副县长、县委副书记、常务副县长（主持县政府全面工作）；江苏省妇联副主任；徐州市委副书记；全国妇联书记处书记；江苏省副省长等职。2001年11月任中共江苏省委常委、副省长，2003年4月任省委副书记，2006年11月兼任省委党校校长，2008年2月当选江苏省政协主席。2007年10月，在中国共产党第十七次全国代表大会当选中央候补委员。2013年1月张连珍再次当选江苏省政协主席。2017年2月卸任省政协主席。之后任全国政协教科文卫体委员会副主任。2018年1月，当选第十三届全国政协委员。